# Giroskopsko uravnotežena enotirna tirna vzpenjača
Žiroskopski enotirni tir, žiroskopski enotirni tir, žiroskopsko stabilizirani enotirni tir ali žirokar so izrazi za kopensko vozilo z eno tirnico, ki uporablja žiroskopsko delovanje vrtečega se kolesa za premagovanje nestabilnosti, ki je neločljivo povezana z ravnotežjem na vrhu ene tirnice.
Z enotirnim tirnim vozilom so povezana imena Louis Brennan, August Scherl in Pyotr Shilovsky, ki so v začetku dvajsetega stoletja izdelali delujoče prototipe v polnem obsegu. Različico so leta 1962 v ZDA razvili Ernest F. Swinney, Harry Ferreira in Louis E. Swinney.
Žiroskopska enotirna železnica ni bila nikoli razvita dlje od faze prototipa.
Glavna prednost enotirne tirnice, ki jo je navedel Shilovsky, je zatiranje oscilacije pri lovljenju, kar je bila omejitev hitrosti, s katero so se takrat srečevale konvencionalne železnice. Prav tako so mogoči ostrejši zavoji v primerjavi s polmerom zavoja 7 km, ki je značilen za sodobne hitre vlake, kot je TGV, saj se vozilo v zavojih samodejno nagne kot letalo, tako da na vlaku ni bočnega centrifugalnega pospeška.
Glavna pomanjkljivost je, da bi številni vagoni - vključno s potniškimi in tovornimi vagoni, ne le lokomotiva - potrebovali giroskop, da bi ostali pokonci.
Za razliko od drugih načinov vzdrževanja ravnotežja, kot sta bočni premik težišča ali uporaba reakcijskih koles, je žiroskopski sistem uravnoteženja statično stabilen, tako da krmilni sistem služi le za zagotavljanje dinamične stabilnosti. Aktivni del sistema za uravnoteženje je zato bolj natančno opisan kot blažilec prevračanja.

## Zgodovinsko ozadje

### Brennanova enotirna železnica
Na sliki v vodilnem razdelku je upodobljeno 22 ton (22 dolgih ton; 24 kratkih ton) težko (masa praznega vozila) prototipno vozilo, ki ga je razvil Louis Philip Brennan CB. Brennan je svoj prvi patent za enotirno železnico prijavil leta 1903.
Njegov prvi demonstracijski model je bil le škatla velikosti 30,0 × 11,8 palca (762 × 300 mm), ki je vsebovala sistem za uravnoteženje. Vendar je to zadostovalo, da je vojaški svet priporočil znesek 10 000 funtov za razvoj vozila polne velikosti. Finančni oddelek je na to vložil veto. Vendar je vojska iz različnih virov našla 2.000 funtov za financiranje Brennanovega dela.
V okviru tega proračuna je Brennan izdelal večji model, 6,0 x 1,5 čevlja (1,83 x 0,46 m), ki sta ga v ravnovesju ohranjala dva žiroskopska rotorja s premerom 5,0 palca (127 mm). Ta model je še vedno shranjen v londonskem muzeju znanosti. Proga za vozilo je bila postavljena na zemljišču Brennanove hiše v Gillinghamu v Kentu. Sestavljena je bila iz navadnega plinovoda, položenega na lesene pragove, s 50 čevljev (15 m) dolgim mostom iz žične vrvi, ostrimi vogali in nakloni do ena proti pet. Brennan je svoj model predstavil na predavanju Kraljevi družbi leta 1907, ko je bilo prikazano, kako se je "po učeni in vitki žici" "pod popolnim nadzorom izumitelja" premikal sem in tja.
Brennanova železnica v manjšem merilu je v veliki meri potrdila začetno navdušenje vojnega ministrstva. Vendar je izvolitev liberalne vlade leta 1906, ki je vodila politiko finančnega krčenja, dejansko ustavila financiranje s strani vojske. Kljub temu je indijski urad leta 1907 izglasoval predujem v višini 6.000 funtov (kar leta 2021 ustreza 675.267 funtom) za razvoj enotirne železnice za severozahodno obmejno regijo, nadaljnjih 5.000 funtov (kar leta 2021 ustreza 555.391 funtom) pa je leta 1908 nakazal kašmirski durbar. Ta denar je bil skoraj porabljen do januarja 1909, ko je Urad za Indijo izplačal še 2.000 funtov (kar ustreza 221.795 funtom v letu 2021).
15. oktobra 1909 je vagon prvič zapeljal na lastno moč in po tovarni prevažal 32 ljudi. Vozilo je bilo veliko 40,0 x 9,8 čevljev (12,2 x 3 m), z bencinskim motorjem z močjo 20 konjskih moči (15 kW) pa je doseglo hitrost 22 milj na uro (35 km/h). Pogon je bil električni, bencinski motor je poganjal generator, električni motorji pa so bili nameščeni na obeh podstavnih vozičkih. Ta generator je napajal tudi motorje žiroskopov in zračni kompresor. Sistem za uravnoteženje je namesto tornih koles, ki so bila uporabljena v prejšnjem modelu, uporabljal pnevmatski servo mehanizem.
Žiroskopi so bili nameščeni v kabini, čeprav jih je Brennan pred javno predstavitvijo vozila nameraval ponovno namestiti pod tla vozila, vendar je moral zaradi razkritja Scherlovega stroja prvo javno predstavitev prestaviti na 10. november 1909. Za ponovno namestitev žiroskopov pred javno predstavitvijo enotirne železnice ni bilo dovolj časa.
Brennanova enotirna tirna vzpenjača je resnično javno debitirala na japonsko-britanski razstavi v Belem mestu v Londonu leta 1910. Vozilo monorail je prevažalo 50 potnikov naenkrat po krožni progi s hitrostjo 20 milj na uro (32 km/h). Med potniki je bil tudi Winston Churchill, ki je pokazal veliko navdušenje. Zanimanje je bilo tako veliko, da so v Angliji in Nemčiji izdelovali otroške igrače z enim kolesom in žiroskopsko stabilizacijo. Čeprav je bila enotirna železnica izvedljivo prevozno sredstvo, ni uspela pritegniti nadaljnjih naložb. Od dveh izdelanih vozil je bilo eno prodano kot odpadek, drugo pa se je do leta 1930 uporabljalo kot parkovna nadstrešnica.

### Scherlov avto
Ravno ko je Brennan končal testiranje svojega vozila, je August Scherl, nemški založnik in filantrop, napovedal javno predstavitev žiroskopske enotirne železnice, ki jo je razvil v Nemčiji. Predstavitev naj bi potekala v sredo, 10. novembra 1909, v berlinskem zoološkem vrtu.
Scherlova naprava, prav tako polnopravno vozilo, je bila nekoliko manjša od Brennanove, saj je bila dolga le 17 čevljev (5,2 m). V njem so lahko sedeli štirje potniki na dveh prečnih klopeh. Žiroskopi so bili nameščeni pod sedeži in so imeli navpične osi, medtem ko je Brennan uporabljal par žiroskopov z vodoravnimi osmi. Servomehanizem je bil hidravlični, pogon pa električni. Natančno gledano je August Scherl zagotovil le finančno podporo. Pravilni mehanizem je izumil Paul Fröhlich, avtomobil pa je zasnoval Emil Falcke.
Čeprav je bil avtomobil dobro sprejet in se je med javnimi predstavitvami odlično obnesel, mu ni uspelo pridobiti večje finančne podpore, zato je Scherl svojo naložbo vanj odpisal.

### Shilovskyjevo delo
Potem ko Brennanu in Scherlu ni uspelo pritegniti potrebnih naložb, se je praktični razvoj žiro-monorailov po letu 1910 nadaljeval z delom Pjotra Šilovskega, ruskega aristokrata, ki je živel v Londonu. Njegov sistem uravnoteženja je temeljil na nekoliko drugačnih načelih kot sistem Brennana in Scherla ter je omogočal uporabo manjšega in počasneje vrtečega se žiroskopa. Potem ko je leta 1911 razvil model žiroskopske enotirne železnice, je zasnoval žirokolesnik, ki ga je izdelalo podjetje Wolseley Motors Limited in ga leta 1913 preizkusilo na londonskih ulicah. Ker je uporabljal en sam žiroskop in ne dvojico nasprotno vrtečih se žiroskopov, ki sta jo uporabljala Brennan in Scherl, je bilo njegovo obnašanje asimetrično in je postal nestabilen v ostrih levih zavojih. Pritegnil je zanimanje, vendar ni bil resno financiran.

### Razvoj po prvi svetovni vojni
Leta 1922 je sovjetska vlada začela graditi enotirno železnico Shilovsky med Leningradom in Carskim selom, vendar je kmalu po začetku projekta zmanjkalo sredstev.
Leta 1929 je Brennan, star 74 let, razvil tudi girokolesnik. Konzorcij Austin/Morris/Rover ga je zavrnil, ker so lahko prodali vse običajne avtomobile, ki so jih izdelali.

## Načela delovanja

### Osnovna ideja
Vozilo vozi po eni sami običajni tirnici, tako da bi se brez izravnalnega sistema prevrnilo.
Vrteče se kolo je nameščeno v kardanski okvir, katerega os vrtenja (os precesije) je pravokotna na os vrtenja. Sklop je nameščen na šasijo vozila tako, da so v ravnovesju os vrtenja, os precesije in os prevračanja vozila medsebojno pravokotne.
Če kardan prisilimo, da se vrti, se kolo precesira, kar povzroči žiroskopske navorne momente okoli osi prevračanja, tako da lahko mehanizem ob nagibu od navpičnice vozilo popravi. Kolo je nagnjeno k temu, da svojo os vrtenja poravna z osjo vrtenja (os kardana), in to je tisto, kar vrti celotno vozilo okoli osi prevračanja.
V idealnem primeru bi moral biti mehanizem, ki krmili kardan, pasiven (sestav vzmeti, blažilnikov in vzvodov), vendar temeljna narava problema kaže, da je to nemogoče. Vozilo je v ravnovesnem položaju v pokončnem položaju, tako da vsaka motnja iz tega položaja zmanjša višino težišča, kar zmanjša potencialno energijo sistema. Kar koli vrne vozilo v ravnovesje, mora biti sposobno obnoviti to potencialno energijo, zato ne more biti sestavljeno samo iz pasivnih elementov. Sistem mora vsebovati aktiven servo mehanizem.

### Stranske obremenitve
Če bi se stalnim stranskim silam upirali samo z žiroskopskim delovanjem, bi se kardan hitro obrnil na opornike in vozilo bi se prevrnilo. Dejansko mehanizem povzroči, da se vozilo nagiba proti motnji in se ji upira s komponento teže, pri čemer je žiroskop blizu svojega neodklonjenega položaja.
Zaradi vztrajnostnih stranskih sil, ki nastanejo pri zavijanju, se vozilo nagne v zavoj. En sam žiroskop vnaša asimetrijo, zaradi katere se vozilo nagne preveč ali premalo, da bi neto sila ostala v ravnini simetrije, zato se na vozilu še vedno pojavljajo stranske sile.
Da bi zagotovili pravilno nagibanje vozila v ovinkih, je treba odstraniti žiroskopski navor, ki nastane zaradi hitrosti zavijanja vozila.

Prosti žiroskop ohranja svojo orientacijo glede na inercialni prostor, žiroskopski momenti pa nastajajo z vrtenjem okoli osi, ki je pravokotna na os vrtenja. Vendar krmilni sistem odklanja žiroskop glede na podvozje in ne glede na fiksne zvezde. Iz tega sledi, da gibanje vozila v naklonu in odklonu glede na inercialni prostor povzroča dodatne neželene žiroskopske momente. Ti povzročajo nezadovoljivo ravnovesje, kar pa je še hujše, povzročajo izgubo statične stabilnosti pri zavijanju v eno smer in povečanje statične stabilnosti v nasprotni smeri. Shilovsky je na to težavo naletel pri svojem cestnem vozilu, ki zato ni moglo ostro zavijati v levo.
Brennan in Scherl sta se zavedala te težave in sta svoje sisteme za uravnoteženje izvedla s pari nasprotno vrtečih se žiroskopov, ki se vrtijo v nasprotnih smereh. S to ureditvijo vse gibanje vozila glede na inercialni prostor povzroči enake in nasprotne navorne momente na obeh žiroskopih, ki se posledično izničijo. Z dvojnim žiroskopskim sistemom se odpravi nestabilnost v ovinkih in vozilo se nagne pod pravilnim kotom, tako da v vozilu ni neto bočne sile.
Pri vožnji skozi ovinek se zaradi nasprotno vrtečih se žiroskopov prepreči nestabilnost v ovinkih.
Shilovsky je trdil, da ima težave z zagotavljanjem stabilnosti pri sistemih z dvema žiroskopoma, čeprav ni jasno, zakaj naj bi bilo tako. Njegova rešitev je bila spreminjanje parametrov krmilne zanke s hitrostjo zavijanja, da bi se ohranil podoben odziv v zavojih v obeh smereh.
Podobno se vozilo nagne, dokler se težišče ne znajde nad podporno točko. Stranski vetrovi povzročijo, da se vozilo nagne proti njim in se jim upre s komponento teže. Te kontaktne sile bodo verjetno povzročile več nelagodja kot sile v zavojih, saj bodo povzročile neto bočne sile, ki se bodo pojavile v vozilu.
Stranske kontaktne sile povzročijo nagib kardana v Shilovskyjevi zanki. To se lahko uporabi kot vhod v počasnejšo zanko za bočni premik težišča, tako da vozilo ostane pokončno ob trajnih neinercialnih silah. Ta kombinacija žiroskopa in bočnega premika težišča je predmet patenta iz leta 1962. Vozilo, ki uporablja žiroskop/stranski premik koristnega bremena, so leta 1962 v ZDA izdelali Ernest F. Swinney, Harry Ferreira in Louis E. Swinney. Ta sistem se imenuje Gyro-Dynamics monorail.

## Potencialne prednosti pred dvotirnimi vozili
Shilovsky je navedel številne domnevne prednosti, med drugim:
Manj težav s pravico do vožnje, saj je teoretično mogoče premagovati strmejše klančine in ostrejše ovinke.
Shilovsky v svoji knjigi opisuje obliko zaviranja na progi, ki je izvedljiva pri enotirnih tirnicah, vendar bi porušila smerno stabilnost običajnega tirnega vozila. To bi lahko pomenilo veliko krajšo zavorno pot v primerjavi z običajnim zaviranjem s kolesom na jeklu, kar bi ustrezno zmanjšalo varno razdaljo med vlaki. 
Shilovsky je trdil, da so njegovi projekti dejansko lažji od enakovrednih tirnih vozil. Po Brennanovih besedah masa žiroskopa predstavlja 3-5 % mase vozila, kar je primerljivo s težo podvozja, ki se prihrani pri uporabi enotirne tirne konstrukcije.

### Zavijanje v ovinke
Če upoštevamo vozilo, ki vozi po vodoravnem ovinku, se največ težav pojavi, če je os žiroskopa navpična. Obstaja komponenta hitrosti zavijanja {\displaystyle \Omega }, ki deluje okoli osi kardanske osi, tako da se v enačbo zavijanja vnese dodatni žiroskopski moment:
{\displaystyle A{\frac {d^{2}\phi }{dt^{2}}}+H({\frac {d\theta }{dt}}+\Omega \phi )=Wh\phi }
To premakne nagib od pravilnega kota nagibanja za zavoj, še bolj resno pa spremeni konstantni člen v karakteristični enačbi v:
{\displaystyle {\frac {(Wh-H\Omega )k}{AJ}}}
Očitno je, da če hitrost obračanja preseže kritično vrednost:
{\displaystyle \Omega ={\frac {Wh}{H}}}
bo ravnotežna zanka postala nestabilna. Vendar pa bo enak žiroskop, ki se vrti v nasprotnem smislu, izničil navor prevračanja, ki povzroča nestabilnost, in če je prisiljen v premikanje v nasprotni smeri od prvega žiroskopa, bo ustvaril krmilni navor v isti smeri.
Leta 1972 je kanadski vladni oddelek za strojništvo zavrnil predlog enotirne železnice predvsem zaradi tega problema. Njihova analiza je bila pravilna, vendar je bila omejena na sisteme žiroskopov z eno navpično osjo in ni bila univerzalna.

#### Največja hitrost vrtenja
Plinskoturbinski motorji so zasnovani za obodne hitrosti do 400 metrov na sekundo (1 300 ft/s) in so v zadnjih 50 letih zanesljivo delovali na tisočih letalih. Zato je ocenjena masa žiroskopa za 10 ton (9,8 dolge tone; 11 kratkih ton) z višino cg 2 metra (6 ft 7 in), ob predpostavki, da je periferna hitrost za polovico manjša od tiste, ki se uporablja pri načrtovanju reaktivnih motorjev, le 140 kilogramov (310 lb). Brennanovo priporočilo o 3-5 % mase vozila je bilo torej zelo konservativno.